# Marantao
Marantao is een gemeente in de Filipijnse provincie Lanao del Sur in het noorden van het eiland Mindanao. Bij de laatste census in 2007 had de gemeente ruim 32 duizend inwoners.

## Geografie

### Bestuurlijke indeling
Marantao is onderverdeeld in de volgende 34 barangays:
| - Bacayawan - Bacong - Banga-Pantar - Batal-Punud - Bubong Madanding - Camalig - Camalig Bandara Ingud - Camalig Bubong - Cawayan - Cawayan Bacolod - Cawayan Kalaw - Cawayan Linuk | - Daanaingud - Ilian - Inudaran Campong - Inudaran Loway - Inudaran Lumbac - Kialdan - Lubo - Lumbac Kialdan - Mantapoli - Matampay - Maul | - Maul Ilian - Maul Lumbaca Ingud - Nataron - Pagalongan Bacayawan - Palao - Pataimas - Poblacion - Poona Marantao - Punud Proper - Tacub - Tuca Kialdan |

## Demografie
Marantao had bij de census van 2007 een inwoneraantal van 32.075 mensen. Dit zijn 7.428 mensen (30,1%) meer dan bij de vorige census van 2000. De gemiddelde jaarlijkse groei komt daarmee uit op 3,70%, hetgeen hoger is dan het landelijk jaarlijks gemiddelde over deze periode (2,04%). Vergeleken met de census van 1995 is het aantal mensen met 11.133 (53,2%) toegenomen.

De bevolkingsdichtheid van Marantao was ten tijde van de laatste census, met 32.075 inwoners op 660 km², 48,6 mensen per km².